# 山崎洋
山崎 洋（やまさき ひろし、1941年3月22日 - ）は、日本の翻訳家、ユーゴスラビア研究者。
東京生まれで、セルビアのベオグラード在住。

## 来歴
ユーゴスラビアのジャーナリストであるブランコ・ヴケリッチと日本人の母親（山崎淑子、1915-2006）との間に生まれる。母は駒込の米穀薪炭商の娘で、津田英語塾卒業後三井物産に務め、来日中のヴケリッチと1940年に結婚した。洋はユーゴスラビア名としてラヴォスラヴの名を持つ。この名前は詩人であった曾祖父にちなむ。ユーゴスラビアでは通常祖父の名前をつけるが、ヴケリッチはこの曾祖父を尊敬していたからだという。
ヴケリッチは山崎が生まれて7ヶ月後の1941年10月にゾルゲ事件に連座して逮捕され、1945年1月に網走刑務所で獄死した。生まれた当時自宅は東京市牛込区（現・新宿区）にあった。父の逮捕後は、母と共に実家があった世田谷区代田や神奈川県葉山町、叔母（母の姉）の住んでいた横浜市、母の友人のいた代々木などを転々と移り住んだ。終戦時には秋田県に母と疎開中であった。母の淑子はGHQや外国通信社、外資系企業などで働いて洋を養った。戦後、母が結核の治療のために転地療養した際には母の実家で育てられた。母は山崎がいじめにあったりすることを恐れたため、父について名前とユーゴスラビア人であったこと以外の詳しいことは話さなかった。1959年に慶應義塾大学経済学部に入学した後、はじめてそれを明かした。母の淑子は駐日チェコスロバキア大使館の広報担当として働いた。
1963年に慶應義塾大学を卒業後、ユーゴスラビアに渡り、ベオグラード大学に留学。その理由については「マルクス主義経済学をやって社会主義経済に興味を持ち、父のこともあったから、迷うことなくやってきた」という。1970年にベオグラード大学法学部大学院経済学科修士課程を修了。山崎は留学中に日本人留学生仲間とともに「セルボクロアチア語日本語辞典」を私家版で作成している。これはきわめて原初的なものであったが当時ベオグラードに赴任した日本の外交官も手にした。
留学修了後も山崎はユーゴスラビアにとどまり、自主管理路線を取っていたユーゴスラビア共産主義者同盟の理論家であるエドヴァルド・カルデリの著作を最初の妻、秋津那美子（旧姓山崎那美子）と共に翻訳して日本に紹介した。ほか、多くのユーゴスラビア関係書の翻訳や日本人向けの語学教材を手がけた。セルビア翻訳家協会会員。二度目の妻は山崎佳代子である。今日まで旧ユーゴスラビアのセルビアに在住している。1990年代のユーゴスラビア紛争とそれに伴う経済制裁を体験し、制裁措置の一環として日本との学術・文化交流がストップする困難にも見舞われた。当時について山崎は「医薬品は対象から除外されることになっていたが、為替取引が滞り、実際は医薬品が買えなくなる。僕の周辺でも病気だった人が三人亡くなってしまった。毎日じわじわ人が死んでいくんです。」と語っている。東欧の大学の中では早くから日本語教育をおこなったベオグラード大学言語学部日本語学科で教鞭を執った。
篠田正浩監督の映画『スパイ・ゾルゲ』には、生後間もない山崎が登場する場面があり、母親とともに試写に招かれた山崎は「まさか自分が映画に出てくるとは思いも寄らなかった」と知人に語ったという。
2007年、父であるヴケリッチが日本から書き送った記事を翻訳した『ブランコ・ヴケリッチ 日本からの手紙』を刊行した。
2009年、「古事記」のセルビア語訳の業績に対し、日本翻訳家協会から日本翻訳文化賞の翻訳特別賞を受賞した（共訳者のセルビア人3名との共同受賞）。この訳業は、東欧の詩人ニェゴシュの叙事詩「山の花環」を日本語に翻訳（共訳）した際に、日本の叙事詩をセルビアに紹介してほしいとの依頼を受けておこなわれた。
サッカー日本代表監督ともなったイビチャ・オシムの現役時代のプレーを旧ユーゴスラビアで直接見ており、その印象を「オシムが持つと長いんだよ。球を離さないんだ」と述べている。

## 著作
- 『山崎洋仕事集　丘を越えて 海を越えて』

山崎ヴケリッチ洋（本名）表記（西田書店）2023　ISBN　978-4-88866-678-7

### 共著・編書
- 『ユーゴの代表的日刊紙「ポリティカ」を読む』（大学書林）1994
- 『セルビア語常用6000語』（編、大学書林）2001

共編著
- 『セルビア・クロアチア語基礎1500語』（大学書林）1979 - 各・田中一生と
- 『セルビア・クロアチア語会話練習帳』（大学書林）1979
- 『スロヴェニア語会話練習帳』（大学書林）1983

### 翻訳
- 『自主管理社会主義と非同盟 - ユーゴスラヴィアの挑戦』（エドヴァルド・カルデリ、山崎那美子共訳、大月書店） 1978
- 『試練に立つ自主管理 - ユーゴスラヴィアの経験』（M.ドルーロヴィチ、高屋定國共訳、岩波書店〈岩波現代選書〉） 1980
- 『ユーゴスラビアの民話 2 セルビア英雄譚』（山崎淑子共訳、恒文社） 1980
- 『自主管理と民主主義』（エドヴァルド・カルデリ、大月書店） 1981
- 『サラエボの鐘』（イヴォ・アンドリッチ、田中一生共訳、恒文社） 1997
- 『山の花環 十七世紀末の歴史的事件』（ペタル二世ペトロビッチ=ニェゴシュ、田中一生共訳、彩流社） 2003
- 『小宇宙の光』（ペタル二世ペトロビッチ=ニェゴシュ、田中一生共訳、彩流社） 2003
- 『山の花環 / 小宇宙の光』（ペタル二世ペトロビッチ=ニェゴシュ、田中一生・山崎佳代子共訳、幻戯書房〈ルリユール叢書〉） 2020
- 『南瓜の花が咲いたとき』（ドラゴスラヴ・ミハイロヴィッチ、未知谷） 2005
- 『ブランコ・ヴケリッチ 日本からの手紙 - ポリティカ紙掲載記事 （一九三三～一九四〇）』（ブランコ・ヴケリッチ、未知谷） 2007 ISBN　978-4-89642-206-1
- 『イェレナ、いない女 他十三篇』（イヴォ・アンドリッチ、田中一生・山崎佳代子共訳、幻戯書房〈ルリユール叢書〉） 2020